# Alte Bürg (Pappenheim)
Die Alte Bürg ist eine abgegangene frühmittelalterliche Spornburg auf einem Bergsporn westlich über der Stadt Pappenheim im Landkreis Weißenburg-Gunzenhausen in Bayern.
Bei der Burg handelt sich um eine stark bewehrte Abschnittsbefestigung aus dem 7. oder 8. Jahrhundert, geschützt von einem doppelten äußeren Abschnittswall mit vorgelagertem Graben, dessen Höhe vom Graben aus heute noch 1,7 Meter beträgt, sowie einem inneren Abschnittswall mit Graben, was von mehreren Befestigungsphasen zeugt. Von der Alten Bürg stammen auch Funde der frühen Bronze- und der Hallstattzeit sowie zwei Fragmente karolingisch-ottonischer Keramik. Heute ist die Burgstelle ein Bodendenkmal.
Vermutlich war die Alte Bürg eine Vorgängeranlage der späteren auf dem unteren Felsen gelegenen Burg Pappenheim.

## Beschreibung
Die Abschnittsbefestigung liegt auf einem nach Osten vorspringenden Bergsporn, der nach Norden, Osten und Süden steil in die umgebenden Täler abfällt. Geschützt wird die Anlage durch drei Wallgräben, die sich über das etwa 50 bis 60 Meter breite Bergplateau ziehen, und die sich teilweise auch den Hang hinunter erstrecken.
Der äußere Abschnittswall befindet sich in einem Abstand von etwa 320 Meter zur Spitze des Bergspornes, im Norden erstreckt er sich bis zum Plateaurand und führt noch einige Meter den steilen Hang hinunter. Der Wall zieht sich geradlinig vom nördlichen Berghang aus nach Süden, knickt dann nach 80 Meter in südsüdöstlicher Richtung um und verläuft in diese Richtung noch weitere 40 Meter. Auch an dieser Seite läuft der Wallgraben den Steilhang noch einige Meter hinab. An diesem Ende des Walls wird auch der ursprüngliche Zugang vermutet.
Dieser Wallgraben besteht aus zwei nah aneinandergesetzten Wällen, die von einem vorgelegten Graben begleitet werden. Der innere dieser beiden Wälle ist an seiner Basis noch etwa 7 Meter breit und vom Graben aus 2,5 Meter hoch, der äußere ist noch etwa 4 Meter breit und 0,5, vom Graben aus noch 1,3 Meter hoch erhalten.
Etwa 150 Meter nach dem äußeren Wall überquert das Bergplateau ein teilweise aus dem Fels gehauener Graben mit einem schwach erhaltenen Wall an seiner Innenseite. Der Graben ist vier Meter breit und maximal einen Meter tief. Auch dieser Graben erstreckt sich von Nord nach Süd und biegt dann nach Südsüdosten um.
Weitere 20 bis 30 Meter nach diesem Graben, etwa 150 Meter vor dem Spornende, quert ein innerer, steinerner Wall, dem teilweise ein Graben mit Außenwall vorgelagert ist, das Plateau. Dieser Wall zieht sich 60 Meter von Nordnordwesten nach Südsüdosten und biegt dann nach Osten um, wo er den Plateaurand noch 60 Meter lang begleitet. Der Graben mit dem Außenwall befindet sich an der Westseite, gegen das anschließende Bergplateau. Dieser Wall ist an seiner Basis noch 8 Meter breit und von der Sohle des Grabens aus noch 2,5 Meter hoch. Der Zugang zu diesem inneren Bereich der Anlage ist im Norden anzunehmen, da hier der Wall leicht nach innen umbiegt.